# 하올레
하올레(Haole, 하와이어: [ˈhɐo̯.le])는 하와이 원주민이 아닌 개인들을 지칭하는 하와이 용어로, 주로 유럽계 조상을 가진 사람들에게 적용된다.

## 배경
이 단어의 기원은 1778년 제임스 쿡 선장의 도착 이전으로 거슬러 올라가며, 그 시대에서 유래한 여러 성가에 기록되어 있다. 이 용어는 일반적으로 유럽계 후손들에게 주어졌다. 그러나 개별 유럽 문화와 다른 비유럽 국가들에 더 구별되는 용어들이 적용되기 시작하면서, 하올레라는 단어는 주로 미국인들을 지칭하게 되었으며, 여기에는 하올레 엘레 엘레(haole ʻele ʻele, "검은 하올레")라고 불린 미국 흑인들도 포함되었다. 이 단어의 함의는 사용되는 맥락에 따라 긍정적, 중립적, 서술적인 것에서부터 욕설에 이르기까지 다양하다. 폴리네시아 인종에 대해 로버트 루이스 스티븐슨은 "신의 최고 작품 — 최소한 신의 가장 달콤한 작품..."이라고 말했지만, 이어서 "야수 같은 하올레들"에 대해 썼다. 친구에게 보낸 편지에서 그는 "하올레가 무엇인가? 당신이 그것이고, 유감스럽게도 나도 그렇다"라고 말했다.

### 어원
1929년 신문의 도전장에서는 시어도어 리처즈 박사에게 이 단어의 의미를 만족스럽게 설명할 수 있는 사람에게 100달러를 제공했다. 제임스 K. 케올라는 이 용어가 백인 외국인들만을 지칭한다고 믿는다고 말했으며, 스티븐 데샤와 조지프 M. 포에포에 같은 인물들을 자신의 참고 자료로 제시했다. 케올라 씨는 또한 이 단어의 기원이 밴쿠버 팀의 일원이었던 하웰(Howell)이라는 이름에서 왔다고 믿었다. 그러나 오늘날 그 이름은 하웰라(ha-wela)로 발음될 것이다. 존 M. 브라이트도 이 용어가 백인을 의미하며 1736년부터 사용되었다고 말했다. 그는 또한 이 용어를 "껍질이나 부랑자가 없는"이라는 의미로 정의했다. W. O. 스미스는 젊은 시절에 이 용어가 아홀레(ahole)이라는 물고기에서 왔다고 들었다고 말했다. 로린 앤드류스는 자신의 사전에서 이 용어가 백인 외국인들만을 지칭하며 흑인의 경우 하올레 엘레엘레(haole eleele)라는 용어가 사용되었다고 썼다.

### "숨이 없는"

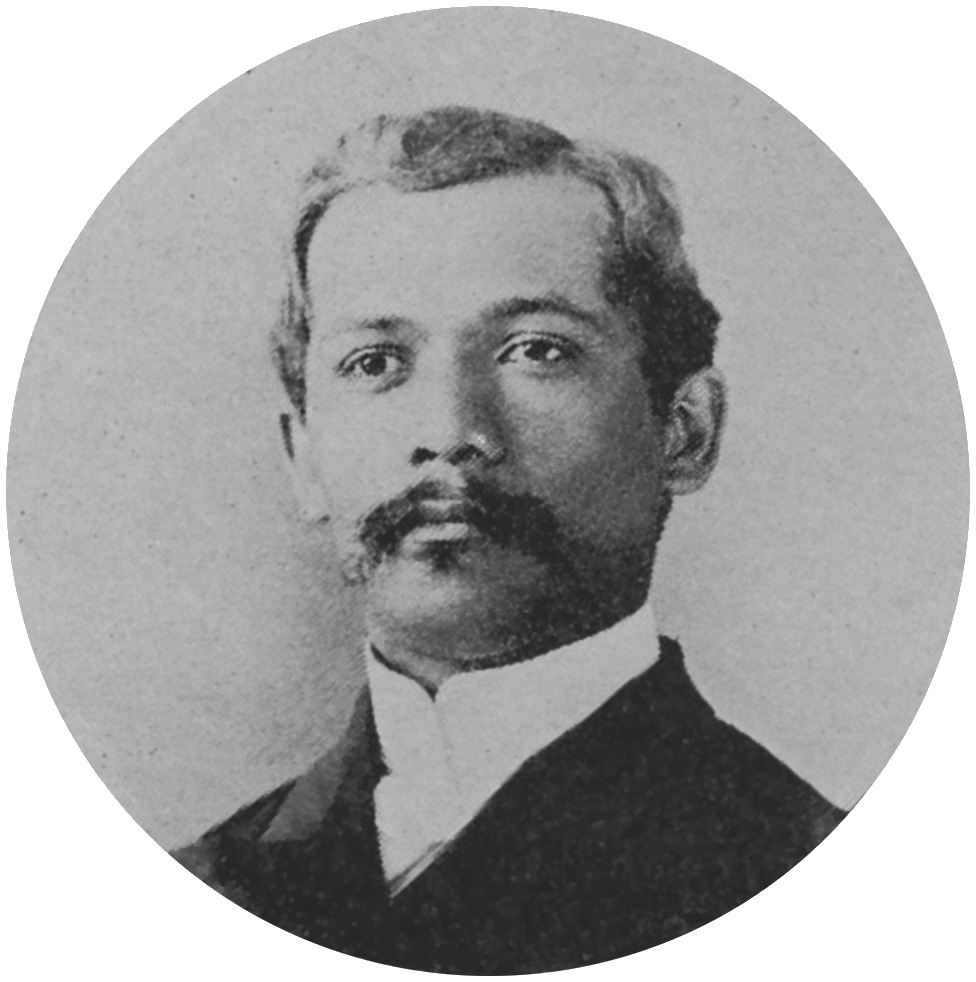
프레드 베클리 교수

이 단어가 "숨이 없는"을 의미한다는 것은 널리 알려진 우화이다. 이 의미는 찰스 W. 켄이 《태평양의 낙원》 발간물에 실린 1944년 기사에서 하와이 원주민 프레드릭 윌리엄 카하풀라 베클리 주니어 교수의 것으로 기록했다. 그 저자에 따르면, 베클리는 다음과 같이 말했다. "백인들이 하올레(ha-ole, 숨이 없는)로 알려지게 된 것은 그들이 기도를 한 후에 고대 하와이의 관습대로 세 번 숨을 쉬지 않았기 때문이다."
켄은 다음과 같이 썼다. "1차적이고 밀교적인 의미에서 haole은 자신과 아무런 관련이 없는 인종을 나타낸다. 외부인, 집단의 관례에 따르지 않는 자, 인간의 선함을 만드는 자연 법칙에 주의를 기울이지 않기 때문에 생명 요소가 없는 자이다." 하와이 대학교 마노아의 전 언어학 교수인 알버트 J. 쉬츠는 이 하올레(ha-ole) 어원이 정확하다는 문서가 없다고 믿으며, 이를 바탕으로 다음과 같이 말한다. "따라서 우리가 아는 한, 하올레라는 단어는 더 짧은 단어들로 분리될 수 없다."

### 카히키
헬싱키 도시 및 지역 연구소의 유리 뮈카넨이 저서 《정치의 발명: 하와이 왕국의 새로운 정치 인류학》에서 밝힌 바에 따르면, 하와이인들은 변화하는 알리이를 이해하고 의미를 부여하려 노력하면서 그들이 한 모든 것에 전체 우주론을 투영했고, 이후 이 이야기를 후손들에게 전해주었다. 이 믿음에 따르면, 이 용어의 기원은 하와이인들의 조상 땅인 카히키에서 왔으며, 멜레 성가 "쿠카날로아"에서 비롯되었다. 이 성가에서 카히키 출신의 반신/영웅이 하올레로 묘사되는데, 이는 사무엘 카마카우의 저서 《하와이의 통치 족장들》(1991년) 114-115페이지에서 언급된다. 기원의 상징으로서 카히키는 자신들을 신성한 하올레의 후손으로 보는 하와이인들에게 큰 의미를 가졌다.

## 단어의 사용
플랜테이션에서 일했던 다양한 민족 집단에서 유래한 하와이 거주민들(종종 "로컬"로 알려진) 사이에서 "하올레"는 유럽계 조상을 가진 사람들을 묘사하는 데 사용되는 용어이다. 이 용어 자체는 단순히 서술적일 수 있지만, 경멸적이거나 차별적인 방식으로 사용될 수도 있다. 하올레는 하와이에서 다양한 민족성을 묘사하기 위해 일반적으로 사용되는 여러 단어 중 하나일 뿐이다. 엄밀히 말하면, 하올레는 현지인과 대조되는 외국인을 의미한다. 하올레는 유럽계 조상을 가진 사람들을 지칭하는 용어가 되었다. 또한 하와이 제도에서 널리 퍼진 것들과 대조되는 미국 본토의 전통, 억양, 습관을 보이는 사람들과 연관된다. 예를 들어, 누군가가 미국 본토에 갔다가 그 지역의 전형적인 억양으로 말하며 돌아오면, 사람들은 이 사람이 "하올레화"되었다고 말할 수 있다. 미국 본토의 전형적인 특정 음식들은 "하올레 음식"이라고 불릴 수 있으며, 누군가가 하와이에서 일반적으로 행해지는 것과는 다른 방식으로 무언가를 한다면, 그것은 "하올레 스타일"이라고 불릴 수 있다.
일부 하와이 원주민들은 하와이에서 백인들에 대한 괴롭힘과 신체적 폭행 사건에서 "하올레"라는 단어를 모욕이나 인종적 경멸어의 일부로 사용한다. 하우나니케이 트라스크를 포함한 하와이 민족주의자들과 언어 옹호자들은 이 단어가 하와이의 인종 억압 역사와 분리되어 이해될 수 없다고 주장했으며, 트라스크는 "그것은 경멸적이지 않다 — 그것은 서술적이다"라고 말했다.

## 같이 보기
- 파케하

## 더 읽어보기
- Elvi Whittaker (1986). The Mainland Haole: The White Experience in Hawaiʻi. New York: Columbia University Press.
- Ohnuma, Keiko (2002). “Local Haole - A Contradiction in Terms? The dilemma of being white, born and raised in Hawai'i”. 《Cultural Values》 6 (3): 273–285. doi:10.1080/1362517022000007211. S2CID 144729410.
- Rohrer, Judy (1997). “Haole Girl: Identity and White Privilege in Hawaiʻi”. 《Social Process in Hawaiʻi》 38: 140–161.
- Rohrer, Judy (2006). “"Got Race?" The Production of Haole and the Distortion of Indigeneity in the Rice Decision”. 《The Contemporary Pacific》 18 (1): 1–31. doi:10.1353/cp.2005.0102. hdl:10125/13911. S2CID 143743704.